# Roundhouse Park
Roundhouse Park ist ein 6,9 Hektar großer Park im Stadtzentrum von Toronto auf dem Gelände der ehemaligen Railway Lands.

## Lage

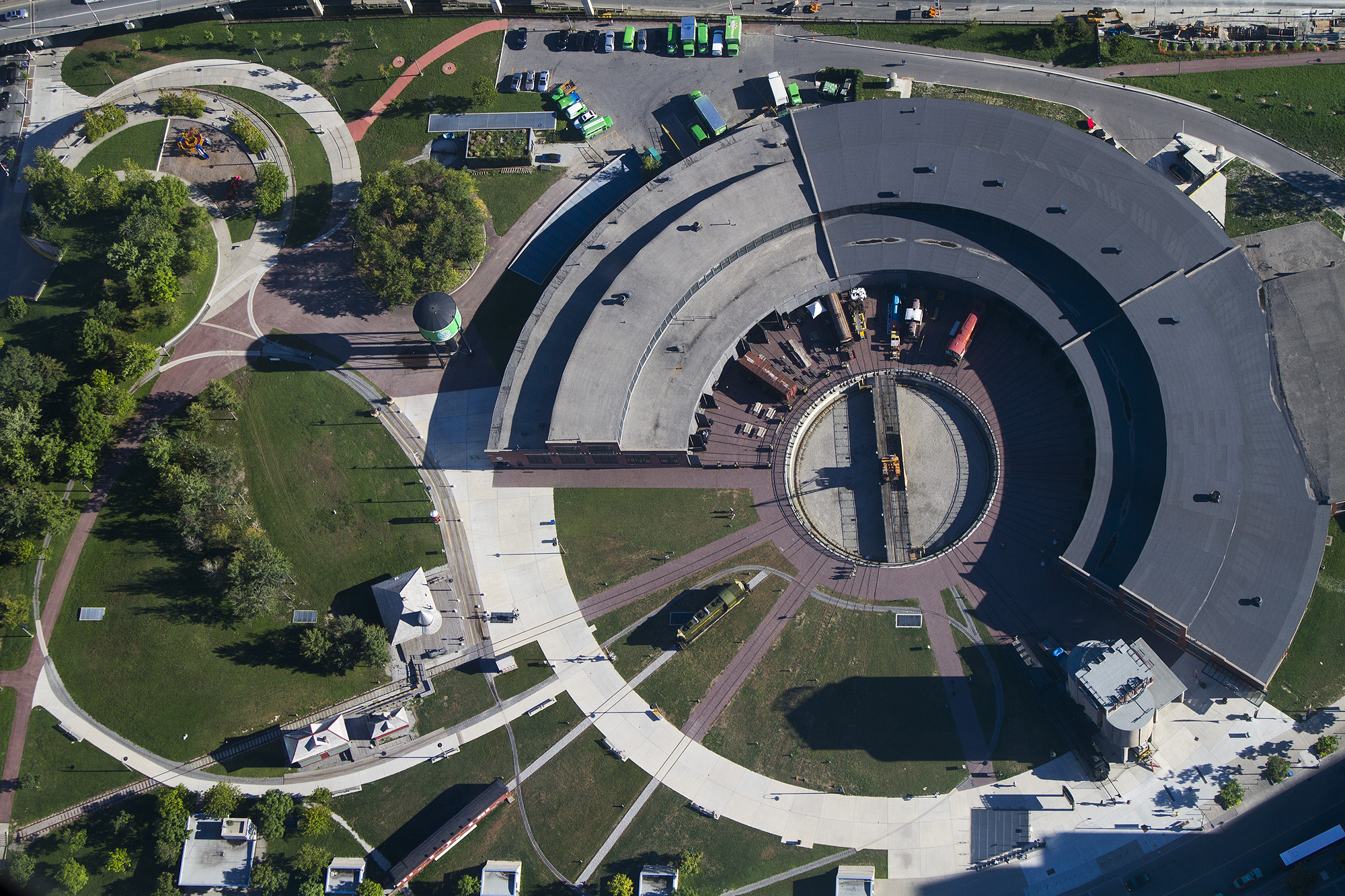
Roundhouse Park

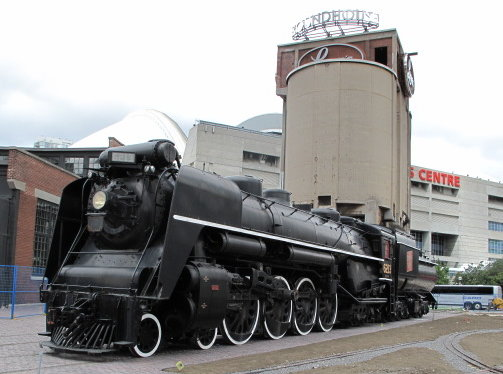
CN 4-8-4 No. 6213 und Wasserturm

Im Roundhouse Park liegen das John Street Roundhouse, ein erhaltener Ringlokschuppen, in dem das Toronto Railway Museum genannte Eisenbahnmuseum untergebracht ist, sowie Steam Whistle Brewing und Leon's Furniture. Im Park sind mehrere Lokomotiven ausgestellt, es gibt eine Miniatur-Parkeisenbahn und den dort wiederaufgebauten Bahnhof Don Station der Canadian Pacific Railway. Der Park wird vom Bremner Boulevard, Lower Simcoe Street, Lake Shore Boulevard West (Gardiner Expressway) und Rees Street umschlossen.

## Ringlokschuppen
Der Ringlokschuppen mit 32 Ständen und einer Drehscheibe von 36,5 Meter (120 Fuß) Durchmesser wurde zwischen 1929 und 1931 von der Canadian Bridge Company für die Anglin-Norcross gebaut. Er wurde bis 1986 als Bahnbetriebswerk genutzt. Die Canadian Pacific Railway Company stiftete das Gebäude der Stadt Toronto. Es wurde 1990 unter Denkmalschutz gestellt und in den 1990er Jahren renoviert, wobei das Gelände östlich des Gebäudes 1997 zu einem städtischen Park umgewandelt wurde.
Die Toronto Railway Historical Association (TRHA) wurde 2001 gegründet und eröffnete das Toronto Railway Museum am 28. Mai 2010. Es ist in einem Teil des Ringlokschuppens untergebracht und beinhaltet eine Ausstellung von Lokomotiven und Wagen, ein Restaurant, einen originalgroßen Dieselloksimulator, sowie im Außenbereich den dort wieder aufgebauten Bahnhof Don Station, das Stellwerk Signal Cabin D mit einem Werkzeugschuppen, sowie eine Watchman's shanty genannte Streckenpostenbude, einen Wasserturm sowie einen Kühlturm.

## Don Station

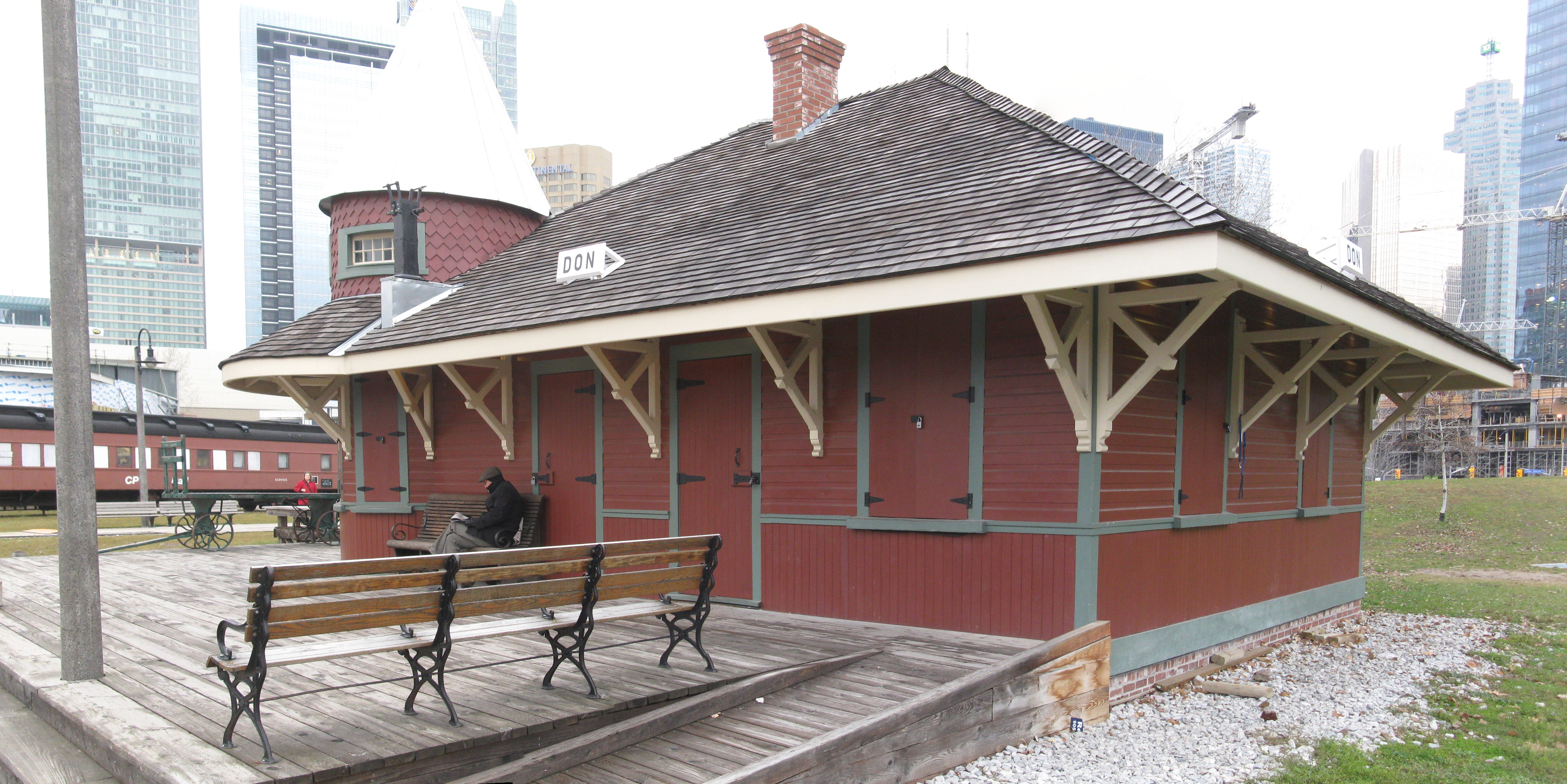
Die Don Station am neuen Standort im Roundhouse Park

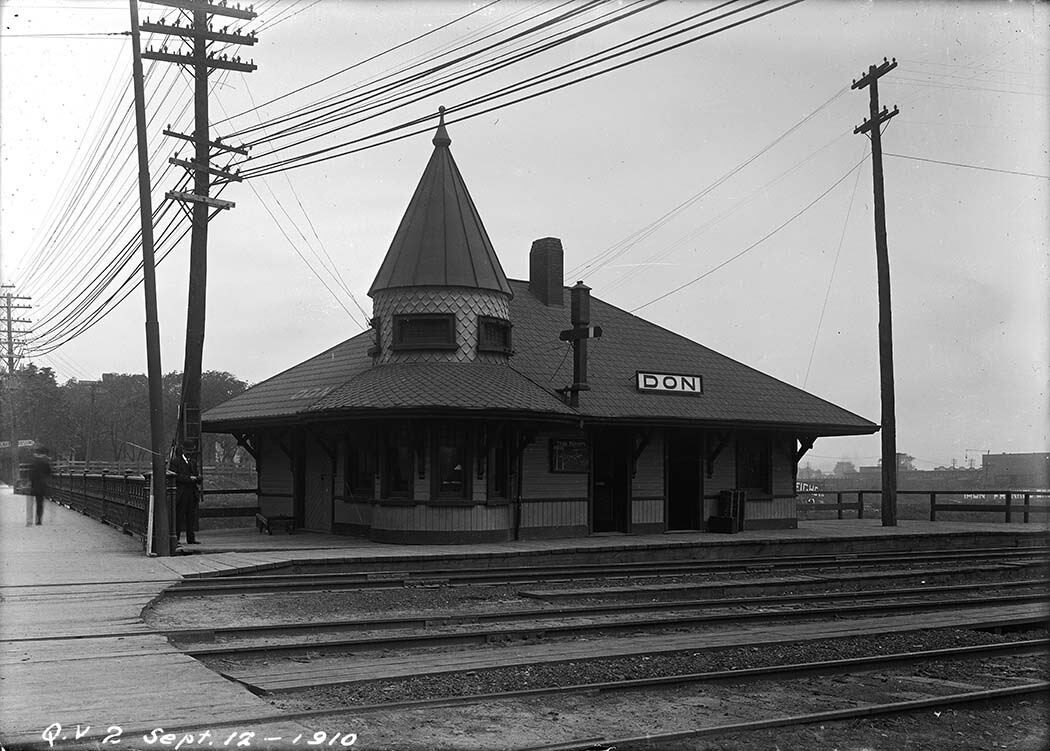
Historisches Foto der Don Station an ihrem ursprünglichen Standort am Don River

Der Bahnhof Don Station wurde 1896 von der Canadian Pacific Railway an der am westlichen Ufer des Don Rivers entlanglaufenden Queen Street East gebaut. Im Jahr 1969 wurde er abgebaut und in Todmorden Mills wieder aufgebaut, wo er im eingemotten Zustand viele Jahre nicht öffentlich zugänglich war. Er wurde 2008 in den Roundhouse Park transloziert. Heute können dort Fahrkarten für die Parkeisenbahn gekauft werden.

## Lokomotiven und Wagen
Im Roundhouse Park werden vier Lokomotiven, drei Güterwagen und zwei Personenwagen ausgestellt:
- Canadian National Railway Nr. 6213 U-2-G, Achsfolge 4-8-4, Montreal Locomotive Works, Baujahr 1942, früher in New Fort York stationiert
- CP Rail 7020 (Class DS10-B), Alco S-2, Baujahr 1944
- Canadian National Railway Nr. 4803 EMD GP7, Baujahr 1953
- Canadian Locomotive Company 50 t Whitcomb Centre Cab Switcher, Baujahr 1950
- CP Rail "Jackman" Schlafwagen, Baujahr 1931
- CP Rail "Cape Race" Schlafwagen mit Buffet, Abteilen, Solarium und Observatorium, 1929
- Dominion Atlantic Railway "San Pariel" (jetzt "Nova Scotia") Pullman-Speisewagen, Baujahr 1896
- Toronto, Hamilton & Buffalo Railway Caboose #70 aus Stahlblech, 1921
- CP Rail 188625 – "Fowler" geschlossener Güterwagen mit Stahlrahmen, Baujahr 1917
- Reinhart Vinegars RVLX 101 – Hölzerner Essig-Fasswagen, Baujahr 1938
- Toronto Terminal Railway (TTR) – "Pyke", selbstfahrender Kran